# Planchonella crassinervia
Planchonella crassinervia là một loài thực vật có hoa trong họ Hồng xiêm. Loài này được Dubard miêu tả khoa học đầu tiên năm 1912.